# Georges Brousse
Pour les articles homonymes, voir Brousse.
Georges Brousse, né le 15 octobre 1909 à Larrazet (Tarn-et-Garonne) et mort le 26 juillet 1975 à Revel (Haute-Garonne), est un homme politique français.

## Biographie
Fils d'un boulanger, Georges Brousse suit des études secondaires à Montauban, puis supérieures à Toulouse. Il obtient en 1933 l'agrégation d'espagnol. Il exerce à Angoulême, mais c'est dans le Tarn-et-Garonne que commence sa carrière politique : membre de la SFIO depuis 1933, il s'y présente aux législatives de 1936, mais n'est pas élu.
L'année suivante, il obtient un poste de censeur au lycée de Tarbes.
Mobilisé au début de la seconde guerre mondiale, il est fait prisonnier lors de la bataille de Dunkerque,  et n'est libéré qu'en juin 1945. Ses tentatives pour s'enfuir du camp de prisonniers lui vaudront la médaille des évadés.
À la Libération, il est nommé proviseur du lycée d'Angoulême.
En tête de la liste socialiste pour l'élection de la première constituante dans le Tarn-et-Garonne, il obtient 25,5 % des voix et est élu député. En juin 1946, il est réélu dans les mêmes conditions, bien que l'apparition d'une liste MRP fasse baisser légèrement son résultat (22,3 %).
En novembre, la liste socialiste perd encore du terrain : avec 20,5 % des voix, il ne lui manque que quelques dizaines de suffrages pour être réélu.
Après cet échec, il est nommé proviseur du lycée de Briançon, où il est victime d'une sanction disciplinaire pour avoir publiquement critiqué la politique du ministre de l'Intérieur Jules Moch. Il quitte alors la SFIO et abandonne la vie politique, tout s'impliquant au sein du Mouvement de la Paix.
Nommé professeur au lycée Janson de Sailly, il se consacre à l'enseignement et à des travaux de traduction.

## Détail des fonctions et des mandats
Mandat parlementaire
- 21 octobre 1945 - 27 novembre 1946 : Député de Tarn-et-Garonne